# Arethusana albina
Arethusana albina är en fjärilsart som beskrevs av Charles Oberthür 1909. Arethusana albina ingår i släktet Arethusana och familjen praktfjärilar. Inga underarter finns listade i Catalogue of Life.